# 南40線
南40線，「永樂～檨子林」線，是臺南市（簡略代號：「南」）境內編號第40號的區道等級公路，西起臺南市西港區永樂里大塭寮南側，經西港區西港里，東至臺南市西港區檨林里檨子林東側，全長為 6.569 公里。

## 行經行政區域
臺南市
- 西港區：起點 0.0k，永樂里大塭寮南側（連接南41線）→新復村，（南43線叉路）→南海里東港→中港→西港里（台19線，中山路交叉路）→港東里下面厝→烏竹林→檨林里東竹林→五塊厝→終點 6.569k，檨子林南側（連接南45線）

## 沿線景點及寺廟
- 南40線沿線：
  - 西港區：東港澤安宮，中港廣興宮，西港曾文溪治水工事紀念碑（曾文溪西港堤防上），東竹林王宅、保安宮、管府千歲。

## 連接道路
- 南40線沿線可連接以下公路：
  - 台19線
  - 南41線（本區道起點）
  - 南43線
  - 南44線（經東竹林處村內道路連接）
  - 南45線（本區道終點）
  - 南44-1線（經烏竹林處村內道路連接）